# 陳展
陳 展（ちん てん、1990年10月11日 - ）は、江蘇省出身の中華人民共和国の女子バレーボール選手である。ポジションはリベロ。中国代表。

## 来歴
2013年に中国代表に初選出され、同年のワールドグランプリで代表デビューし、銀メダルを獲得した。2014年にイタリアで開催された世界選手権に出場し、銀メダルを獲得した。

## 球歴
- 世界選手権 - 2014年
- ワールドグランプリ - 2013年、2014年、2016年

## 所属クラブ
- Jiangsu ECE Volleyball